# Henutmehyt
| H | W10 · t | V22 |

| H | W10 · t | V22 |

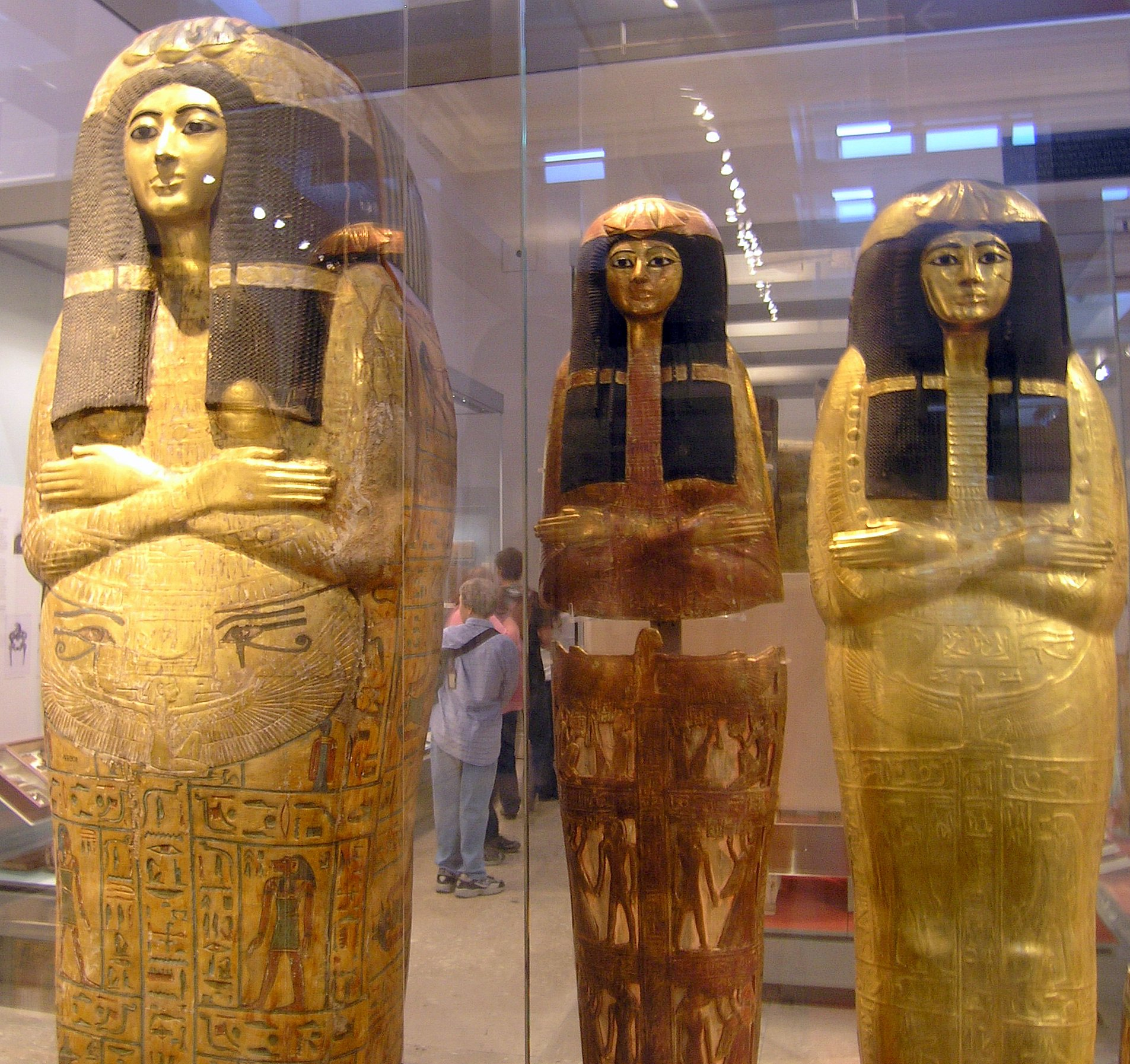
Sarcófagos de Henutmehyt (detalle).

Henutmehyt o Henutmehit fue una sacerdotisa, cantora de Amón en la Tebas del Antiguo Egipto. Vivió durante la dinastía XIX, alrededor del 1250 a. C., probablemente durante el reinado de Ramsés II. Es fundamentalmente conocida por su rica tumba, y sobre todo por su bello sarcófago interior dorado antropomorfo que puede contemplarse destacadamente en el Museo Británico.

## Ajuar funerario
Era una sacerdotisa de alto rango como lo atestiguan los objetos encontrados en su tumba. Fue sepultada en un conjunto de tres sarcófagos dorados momiformes. El ataúd interior está totalmente cubierto con hojas de oro, lleva su peluca, y resaltan sus ojos y cejas. Como es habitual en ataúdes de esa época, los brazos están cruzados sobre su pecho y sus manos tienen los dedos extendidos. Un poco más abajo, la diosa Nut arrodillada que extiende sus alas para protegerla.
La parte inferior está dividida en secciones por una larga banda vertical inscrita y varias bandas horizontales que imitan los vendajes de la momia de Henutmehyt que hacen distinguirse seis secciones. Las cuatro superiores contienen los hijos de Horus y las dos inferiores, a Isis y Neftis, protectoras de los fallecidos.
En la tumba había cuatro cajas de ushabtis, una de ella, con una escena que muestra, pintada sobre madera, a Henutmehyt adorando a dos deidades canópicas que protegían los órganos de la fallecida y recibiendo vino y comida de la diosa Nut. Otra escena la muestra ofreciendo a Hathor una bandeja de comida del árbol del sicómoro. Este es devuelto por la diosa, que también procede a una libación, símbolo de purificación. Henutmehyt lleva un vestido, peluca larga y flor de loto típicos de la moda de su tiempo.
Se encontraron 40 ushabtis hechos tanto de madera como de cerámica. y también un papiro funerario. El texto contiene el sortilegio 100 del Libro de los Muertos y está escrito de forma bastante inusual, en tinta roja y blanca. Este papiro estaba colocado sobre la envoltura exterior de la momia. Estos tipos de textos se harán más comunes después del Imperio Nuevo.
Otro elemento curioso es una caja de madera de sicomoro recubierta con resina, pintada de negro, que contiene carne envuelta en lino, de cuatro patos enteros y trozos, posiblemente, de cabra. La caja contiene pues alimentos momificados, envueltos individualmente, suficientes para una comida. Dado que la inclusión de ofrendas en una tumba era una prerrogativa de la casa real, es raro verlo en una tumba de un particular.
Están bien conservados los cuatro ladrillos mágicos hechos de barro sin cocer que estarían situados en nichos de su cámara funeraria dispuestos en cada punto cardinal. Uno de ellos contenía un pilar Dyed, otro, la figura de Anubis, otro, una figura momiforme y el último, una caña o junco para mantener una antorcha ardiendo. Estos ladrillos fueron inscritos con hechizos mágicos.